# Dana Vollmer
Dana Vollmer (ur. 13 listopada 1987 w Syracuse) – amerykańska pływaczka specjalizująca się w stylu motylkowym i dowolnym, pięciokrotna mistrzyni olimpijska, czterokrotna mistrzyni świata.

## Kariera pływacka
Największym jej sukcesem jest złoty medal igrzysk olimpijskich w Londynie na dystansie 100 m stylem motylkowym, który zdobyła ustanawiając zarazem rekord świata, oraz złote medale w sztafecie 4 × 200 m stylem dowolnym podczas igrzysk olimpijskich w Atenach i mistrzostw świata w Melbourne.
Na igrzyskach olimpijskich w Rio de Janeiro wywalczyła trzy medale. Dwa z nich zdobyła w sztafetach, złoto w konkurencji 4 × 100 m stylem zmiennym, a srebro w sztafecie kraulowej 4 × 100 m, gdzie reprezentantki Stanów Zjednoczonych ustanowiły nowy rekord Ameryki z czasem 3:31,89. Vollmer zdobyła także brązowy medal na dystansie 100 m stylem motylkowym, w finale uzyskawszy czas 56,63.

## Życie prywatne
Jej mężem jest Andy Grant, amerykański pływak.

## Rekordy świata
| Data            | Miejsce | Konkurencja               | Rezultat    | Status                            |
| --------------- | ------- | ------------------------- | ----------- | --------------------------------- |
| 29 lipca 2012   | Londyn  | 100 m stylem motylkowym   | 55,98 s     | do 2 sierpnia 2015 Sarah Sjöström |
| 4 sierpnia 2012 | Londyn  | 4 × 100 m stylem zmiennym | 3:52,05 min | do 30 lipca 2017                  |